# Gravatar
Gravatar, avatar reconhecido globalmente (em inglês, Globally Recognized Avatar), é um serviço de disponibilização de avatares via associação a endereços de correio eletrônico cadastrados, para uma variedade de sítios, inclusive os baseados em WordPress. Com o Gravatar, suas mensagens podem ser facilmente identificadas, em qualquer site que use o recurso, pela imagem que o represente e que você tenha cadastrado no sistema.

## Funcionamento
No Gravatar, usuários podem registrar uma conta baseada em seu endereço de email, enviar uma imagem para ser usada como avatar e eassim ficar associada a sua conta. Plugins Gravatar estão disponíveis para softwares de blog, assim, quando visitantes publicarem comentários no blog, o software de blog verifica se o email possui uma conta no serviço do Gravatar. Se possuir, o Gravatar é mostrado no comentário do usuário.
O Gravatar é suportado nativamente no WordPress desde a versão 2.5  e Redmine e para aplicações  desde a versão 0.8 (2008-12-07). O suporte ao Gravatar é também oferecido através de módulos para o Drupal.
Um avatar Gravatar pode ter até 512 pixels de largura, é sempre no formato quadrado e mostrado por padrão nas dimensões de 80 por 80. Se a imagem enviada para ser avatar, for maior que o necessário, o avatar é redimensionado. Cada Gravatar tem  classificação etária, o que permite ao webmaster controlar o tipo de Gravatar que será mostrado em seu site.
Webmasters também pode configurar seu sistema para mostrar uma imagem gerada, o Identicon, quando o visitante não possuir um avatar atribuído a seu email.